# Coopernookia chisholmii
Coopernookia chisholmii är en tvåhjärtbladig växtart som först beskrevs av William Faris Blakely, och fick sitt nu gällande namn av Carolin. Coopernookia chisholmii ingår i släktet Coopernookia, och familjen Goodeniaceae. Inga underarter finns listade i Catalogue of Life.